# Tamgrinia alveolifera
Tamgrinia alveolifera är en spindelart som först beskrevs av Schenkel 1936.  Tamgrinia alveolifera ingår i släktet Tamgrinia och familjen mörkerspindlar. Inga underarter finns listade i Catalogue of Life.